# Králova Lhota (kraj hradecki)
Králova Lhota – gmina w Czechach, w powiecie Rychnov nad Kněžnou, w kraju hradeckim.
1 stycznia 2017 gminę zamieszkiwały 232 osoby, a ich średni wiek wynosił 38,9 roku.